# Fandom (Website)
Fandom ist ein im Jahr 2004 von Jimmy Wales und Angela Beesley unter dem Namen Wikia gegründetes Unternehmen mit Fokus auf dem Hosting von kollaborativen Wiki-Websites auf einer gleichnamigen Wiki-Farm. Im Oktober 2016 wurde die Wikifarm und im Herbst 2019 das Unternehmen in Fandom umbenannt.

## Geschichte
Fandom wurde im Oktober 2004 von Jimmy Wales und Angela Beesley als kostenlose Wikifarm Wikicities gegründet und Ende März 2006 in Wikia umbenannt. Im Juli 2007 umfasste die Wikifarm 3.000 Wikis in 50 Sprachen. Am 27. Juli 2007 wurde der Aufkauf des ehemals zu Looksmart gehörenden verteilten Crawling-Projektes Grub für 50.000 US-$ bekannt gegeben. Am 7. Januar 2008 wurde der auf Grub basierende Suchdienst Wikia Search online geschaltet, welcher nach Aussage von Jimmy Wales als Google-Konkurrent etabliert werden sollte. Zwischen Mai und Juli 2008 übernahm Wikia den größten deutschsprachigen Wiki-Hosting-Anbieter, gratis-wiki.com. Am 31. März 2009 verkündete Jimmy Wales die Einstellung von Wikia Search.

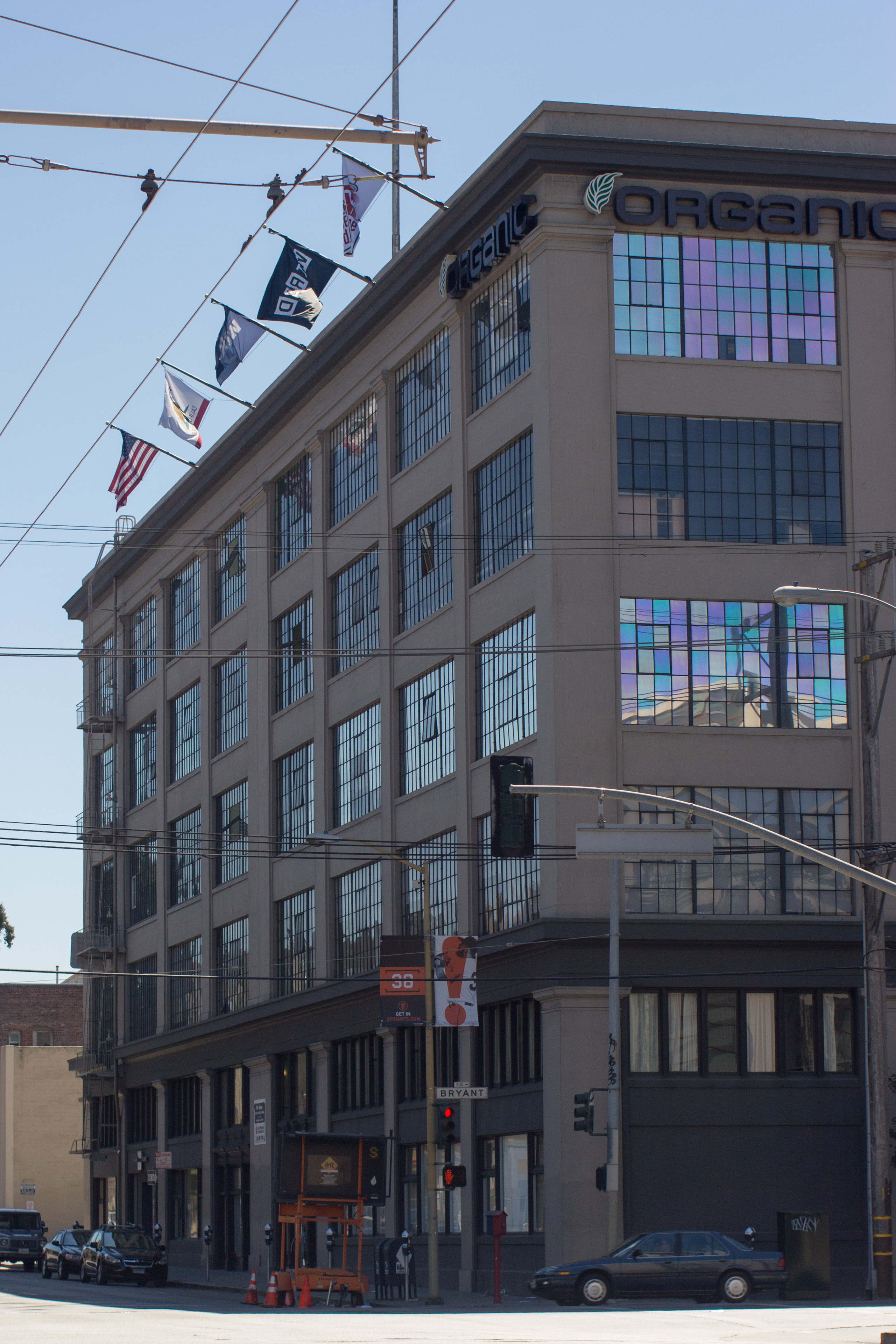
Fandom-Hauptsitz

Durch die Übernahme des kommerziellen, durch Werbung finanzierten Wikis WebsiteWiki im Januar 2010 erreichte Wikia Deutschland nach eigenen Angaben die Gewinnschwelle. Zum Zeitpunkt der Übernahme umfasste das eigenen Angaben zufolge größte deutschsprachige Wiki rund 1,2 Millionen Inhaltsseiten mit größtenteils automatisiert ausgelesenen Daten über Websites.
Anfang 2016 wurde die Website Fandom gestartet, auf der im Kontrast zu Wikis eine Redaktion Inhalte zum Themenkomplex Popkultur für Fans einstellt. Daneben sollten auch Fans die Möglichkeit erhalten, eigene Erzeugnisse beizutragen. Laut einem Comscore-Analysten sei dies ein Versuch, Enthusiasten anzulocken, die sich bereits auf Websites wie Reddit oder Facebook ausdrücken könnten. Im Oktober 2016 wurde die gesamte Plattform in Fandom powered by Wikia umbenannt. Im Mai 2017 wurde der Name auf Fandom abgekürzt und der Fandom-Schriftzug im Logo von Klein- auf Großbuchstaben geändert.
Am 2. Juli 2018 wurde bekannt gegeben, dass Defy Media das Online-Filmmagazin Screen Junkies und dessen gleichnamigen YouTube-Kanal an Fandom verkauft hat. Im Oktober 2018 wurde begonnen, die Domains von wikia.com zu fandom.com zu ändern. Im Dezember 2018 hat Fandom das Online-Spieleportal Curse Media von Twitch gekauft. 2019 wurde das Unternehmen in Fandom, Inc. umbenannt.
2021 wurden Fandom wie auch Gamepedia-Wikis auf die neue Plattform „UCP“ übertragen.

## Dienste

### Wikifarmen Fandom und Gamepedia
Fandom (vormals Wikia) ist ein durch Werbung finanzierter Hosting-Dienst für offen zugängliche Wikis. Ende 2018 erwarb Fandom Curse Media, einschließlich der Wikifarm Gamepedia, von Twitch. Im Oktober 2019 wurde der Umzug der beiden Wikifarmen, Fandom und Gamepedia, auf eine gemeinsame MediaWiki-Plattform angekündigt. Im Dezember 2020 waren alle Gamepedia- und fast alle Fandom-Wikis auf der neuen Plattform und es wurde begonnen, die Hauptdomains der ersten Gamepedia-Wikis zu fandom.com zu ändern.
Als Wiki-Software kommt die ursprünglich speziell für Wikipedia entwickelte Software MediaWiki zum Einsatz. Zu seinen populären Websites zählt Fandom Wikis zu Marvel, Star Wars, Game of Thrones und Lego.
Im Gegensatz zu anderen Hosting-Diensten verfolgt Fandom das Ziel, „Communitys“ zu gründen. Jeder Hosting-Antrag wird akzeptiert, neue Wikis werden innerhalb von Sekunden automatisiert erstellt. Rein private Wikis sind nicht erlaubt. Die standardmäßige Lizenz für Wikis auf Fandom ist die Creative-Commons-Lizenz „Namensnennung, Weitergabe unter gleichen Bedingungen“ (CC-BY-SA), die eine kommerzielle Weiterverwendung der Inhalte erlaubt. Es können aber auch andere Lizenzen verwendet werden. So existieren auf Fandom auch Wikis mit den Lizenzen „Namensnennung, nicht kommerziell“ (CC-BY-NC) oder „Namensnennung, nicht kommerziell, keine Bearbeitung“ (CC-BY-NC-ND).
Das damalige Wikia hat mitunter auch als Auffangbecken für Projekte gedient, die zuvor unter dem Dach der Wikimedia-Stiftung existierten, dort aber nicht mehr erwünscht waren. So wurden etwa die Wikipedia-Ausgaben in den Kunstsprachen Toki Pona und Klingonisch zu Wikia verschoben.
 Von Januar 2009 bis April 2019 gab es auf Wikia bzw. Fandom das Wiki „Wikianswers“, welches das Prinzip von Frage-Antwort-Plattformen mit dem Wiki-Prinzip verband. Ab März 2010 konnten Nutzer zwischenzeitlich auch selbst Frage-Antwort-Wikis gründen.

### Curse Media
Zum 2018 erworbenen Curse Media gehören neben Gamepedia auch die Gaming-Websites muthead.com, futhead.com und dndbeyond.com.

## Software und Hardware
Fandom verwendet eine modifizierte Version der freien Software MediaWiki, die auf Linux-Servern läuft, als Speichermedien dienen Solid State Disks.

## Finanzierung
Fandom finanziert sich durch Risikokapital. Zu den Investoren gehören unter anderem das US-Internet-Versandhaus Amazon.com (seit Ende 2006) und Bessemer Venture Partners. Seit der Gründung erhielt das Unternehmen auf diese Weise in mehreren Runden 39,8 Millionen USD Kapital. Fandom ist nach eigenen Angaben profitabel, veröffentlicht aber keine Jahresabschlüsse.

## Kritik
Viele Wikia-Wikis klagten über unangemessene Werbung oder Werbung im Textbereich eines Artikels. Es ist für einzelne Wikis nicht einfach, von Fandom auf konventionelles, bezahltes Hosting zu wechseln, weil Fandom oft die relevanten Domains besitzt. Wenn ein Wiki Fandom verlässt, so „betreibt“ Fandom das aufgelassene Wiki mit originalem Titel und Inhalt weiter, um weiterhin Werbeeinnahmen zu erzielen, was sich schlecht auf das Google-Ranking des neuen, selbst gehosteten Wikis auswirkt, weil Google das neue Wiki oft als Duplicate Content einstuft.
Wikia wurde vorgeworfen, von der Verbindung mit Wikipedia und der Wikimedia Foundation zu Unrecht profitiert zu haben.